# DAD-IS
DAD-IS, acronyme de worldwide Domestic Animal Diversity Information System (en anglais) — Système d’information sur la diversité des animaux domestiques (en français) —, est une base de données de l'Organisation des Nations unies pour l'alimentation et l'agriculture (FAO). Elle est définie comme un outil de communication et d'information  destiné à la gestion des ressources génétiques animales par la FAO. DAD-IS comprend un moteur de recherche, de nombreuses informations sur les races animales domestiques, des outils de gestion, et les contacts régionaux et nationaux pour les programmes d'élevage liés à ces animaux.

## Espèces concernées
En août 2011, la base de données gérait 13 878 races de 35 espèces de mammifères et d'oiseaux, dans 198 pays. Les poissons et les abeilles ne sont pas inclus.
| Espèce                            | Afrique | Asie et Pacifique | Europe | Amérique latine et Caraïbes | Proche et Moyen-Orient | Amérique du Nord | Monde |
| --------------------------------- | ------- | ----------------- | ------ | --------------------------- | ---------------------- | ---------------- | ----- |
| Alpaga                            | 1       | 1                 | 1      | 8                           | -                      | -                | 11    |
| Âne                               | 26      | 32                | 54     | 25                          | 47                     | 5                | 189   |
| Chameau de Bactriane              | -       | 6                 | 4      | -                           | 6                      | -                | 16    |
| Buffle                            | 5       | 120               | 16     | 21                          | 12                     | -                | 174   |
| Casoar                            | -       | 1                 | 1      | -                           | -                      | -                | 2     |
| Vache                             | 600     | 560               | 948    | 648                         | 184                    | 92               | 3032  |
| Poulet                            | 278     | 454               | 1092   | 319                         | 97                     | 65               | 2305  |
| Tinamou perdrix                   | -       | -                 | -      | -                           | -                      | 1                | 1     |
| Cerf                              | 1       | 32                | 21     | 8                           | -                      | 1                | 63    |
| Chien                             | 6       | 5                 | 45     | 1                           | -                      | -                | 57    |
| Dromadaire                        | 26      | 12                | 1      | -                           | 58                     | -                | 97    |
| Dromadaire/Chameau de Bactriane   | -       | -                 | -      | -                           | 1                      | -                | 1     |
| Canard domestique                 | 23      | 123               | 156    | 37                          | 12                     | -                | 351   |
| Canard domestique / canard musqué | 2       | 3                 | 4      | 2                           | -                      | -                | 11    |
| Émeu d'Australie                  | 1       | 2                 | 1      | 1                           | -                      | -                | 5     |
| Chèvre                            | 234     | 259               | 332    | 193                         | 139                    | 27               | 1184  |
| Oie domestique                    | 11      | 58                | 164    | 15                          | 3                      | 1                | 252   |
| Guanaco                           | -       | -                 | - >    | 3                           | -                      | -                | 3     |
| Pintade                           | 39      | 4                 | 8      | 8                           | 3                      | -                | 62    |
| Cochon d'Inde                     | 4       | -                 | -      | 15                          | -                      | -                | 19    |
| Cheval                            | 98      | 203               | 740    | 198                         | 97                     | 60               | 1396  |
| Lama                              | -       | -                 | 1      | 8                           | -                      | -                | 9     |
| Canard musqué                     | 9       | 23                | 10     | 6                           | 2                      | -                | 50    |
| Nandou                            | -       | -                 | 1      | 2                           | -                      | -                | 3     |
| Autruche d'Afrique                | 7       | 9                 | 5      | -                           | 1                      | -                | 22    |
| Perdrix                           | 2       | 8                 | 3      | -                           | -                      | -                | 13    |
| Paon                              | -       | -                 | -      | 1                           | -                      | -                | 1     |
| Faisan                            | -       | 7                 | 5      | 6                           | -                      | -                | 18    |
| Porc                              | 143     | 419               | 482    | 241                         | 12                     | 30               | 1327  |
| Pigeon                            | 6       | 17                | 32     | 8                           | 9                      | -                | 72    |
| Caille                            | -       | 21                | 12     | 4                           | 2                      | 13               | 52    |
| Lapin domestique                  | 66      | 44                | 300    | 84                          | 12                     | -                | 506   |
| Mouton                            | 273     | 345               | 1133   | 278                         | 259                    | 79               | 2367  |
| Hirondelle                        | -       | 1                 | -      | -                           | -                      | -                | 1     |
| Dinde                             | 11      | 19                | 86     | 21                          | 17                     | 21               | 175   |
| Vigogne                           | -       | -                 | - <    | 4                           | -                      | -                | 4     |
| Yak                               | -       | 22                | 2      | -                           | 3                      | -                | 27    |
| Total                             | 1872    | 2810              | 5660   | 2165                        | 976                    | 395              | 13878 |